# Villa Bismarckstraße 54 (Heilbronn)

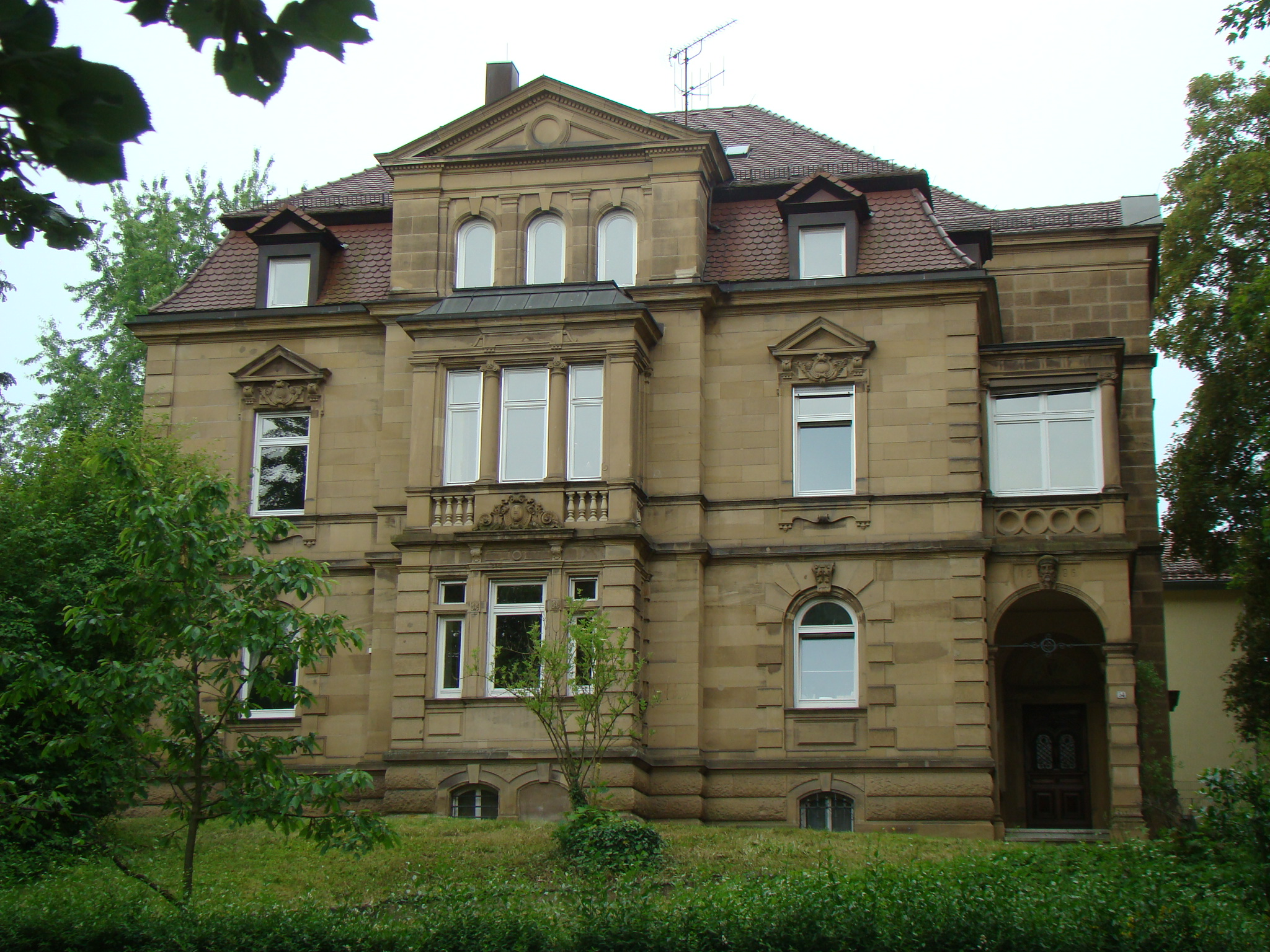
Bismarckstraße 54

Die Villa Bismarckstraße 54 in Heilbronn wurde 1896 von Theodor Moosbrugger als herrschaftliches dreigeschossiges Wohnhaus für die Witwe des Heilbronner Politikers und Kaufmanns Christian Herrmann erbaut.

## Beschreibung
Joachim Hennze, Architektur- und Kunsthistoriker und Leiter der unteren Denkmalbehörde Heilbronn beschreibt den Bau als Architektur des Großbürgertums, nach Vorbildern der französischen Renaissance:

„Auffällig ist der deutlich großbürgerliche Formenapparat: Ganz aus Sandstein erbaut, repräsentiert das Gebäude mit Mansarddach und Dachterrasse sowie flankierendem Treppenhausturm Formen der französischen Renaissance .“

Julius Fekete beschreibt auch das Gebäude als Villenarchitektur des späten Historismus in der Variante der Neo-Renaissance Frankreichs:

„Villenartiges zweigeschossiges Wohnhaus im Stil der französischen Neorenaissance in leicht erhöhter Lage inmitten eines Gartens. Das als Zweifamilienhaus für höhere Ansprüche konzipierte Gebäude beherbergte je eine großzügige Fünfzimmerwohnung mit Bad pro Stockwerk, im ausgebauten DG Bedienstetenwohnräume. Das weitgehend original überlieferte Wohnhaus dokumentiert bespielhaft die anspruchsvolle späthistoristische Villenarchitektur Heilbronns“

## Geschichte
1950 gehörte die Villa Julie Hörner, die in der Charlottenstraße wohnte. Im Gebäude befand sich das staatliche Gesundheitsamt, im zweiten Oberstock hatten zwei Ärzte ihren Praxen. 1961 hatte das Gesundheitsamt seine Räume bis in den zweiten Oberstock ausgedehnt, dort war aber auch noch eine Wohnung vermietet. Bis zur Sanierung 2018 diente das Gebäude als Pfarramt der evangelischen Friedenskirchgemeinde, seitdem als Mehrfamilienhaus.